# Giurgeni
Giurgeni là một xã thuộc hạt Ialomița, România. Dân số thời điểm năm 2002 là 1646 người.